# Die Bilder des Zeugen Schattmann
Die Bilder des Zeugen Schattmann ist ein Spielfilm in vier Teilen für das Fernsehen der DDR von Kurt Jung-Alsen aus dem Jahr 1972. Er beruht auf dem gleichnamigen autobiographischen Roman von Peter Edel. Den Rahmen des Films bildet der sogenannte Globke-Prozess und das Schicksal deutscher Juden während der Deportationen und des Holocaust in den Jahren 1942 und 1943.

## Handlung
Die Hauptfigur Films, der Maler Frank Schattmann, in der NS-Zeit zum ‚Geltungsjuden‘ erklärt, ist das Alter Ego des Autors Peter Edel. Die „Bilder“ sind seine Erinnerungen im Wechsel verschiedener Zeitebenen.
1963: Frank Schattmann soll vor dem Obersten Gericht der DDR im Prozess gegen Hans Globke, dem Kommentator der Nürnberger Gesetze, aussagen, welchen Verfolgungen er und seine Familie ausgesetzt waren. Seine Erinnerung beginnt im Oktober 1942, als er und seine Frau Esther Zwangsarbeit in einer Siemens-Fabrik leisten.
1943: Die Familie Schattmann (Erich, seine Frau Grete, Frank, ihr Sohn, Esther, Franks Frau) trifft sich wie immer freitags mit ihren Freunden zum Shabbat, u. a. mit Bernhard Marcus, einem Sanitätsrat, Fritz, seinem Sohn, Julius Flatau, einem Antiquitätenhändler, Jakob Dankowitz, einem Pianisten, Leon Schapiro und Arnold Gerson. Diesmal muss sich Marcus verabschieden, seine Deportation steht bevor. Frank und Esther gelangen immer mehr zu der Überzeugung, dass Abwarten nichts nützt. Sie schließen sich dem aktiven Widerstand einer kommunistischen Gruppe an, der auch Helmut Wall, Harry Kornbund und der Russe Bolkowski angehören. Sie sabotieren die Arbeit in ihrem Rüstungsbetrieb, verteilen Flugblätter und hören den „Feindsender“ ab. Aber die Deportationen gehen weiter: Schapiro, Gerson, Dankowitz… Als Erich das gleiche Schicksal trifft, überlebt seine Frau Grete das nicht. Auch Esther ist verschwunden. Noch bevor Frank fliehen kann, wird er verhaftet, ebenso Helmut, Harry und Bolkowski. Frank wird nach Auschwitz deportiert. Hier sieht er zum letzten Mal Esther wieder. Seine Mithäftlinge bestärken ihn in seinem Wunsch zu malen und schmuggeln seine Bilder nach draußen.
Nach dem Krieg versucht Frank vergeblich, seine Freunde wiederzufinden. Nur Helmut hat überlebt sowie Martin, sein Freund aus der Schulzeit, der den Naziparolen geglaubt und sich von ihm abgewendet hatte. Jakob Dankowitz, inzwischen in London beheimatet, versucht die Vergangenheit zu bewältigen, indem er eine Reise nach München antritt, wo er auf einen der Gestapo-Folterer trifft, der wieder in Amt und Würden ist.
Die Handlung des letzten Teils beginnt mit einem Gespräch zwischen Schattmann und dem Ankläger des Obersten Gerichts. Bilder vom Straflager Großbeeren tauchen vor ihm auf und von seiner Begegnung mit dem Kommunisten Werner Seelenbinder. Bevor er seine Aussage vor Gericht macht, fährt er mit seiner Freundin Andrea Wohlfahrt nach Auschwitz und begegnet erneut seiner Vergangenheit im KZ. Er beendet seine Aussage im Globke-Prozess mit den Worten: „Ich habe ausgesagt für die, die nicht mehr für sich sprechen können und für die, die eine konsequente Lehre gezogen haben und für eine Welt arbeiten, in der junge Menschen keinen Rassen- und Völkerhass kennen.“

## Produktion
Die Dreharbeiten fanden vom 10. Februar 1971 bis 15. Februar 1972 an unterschiedlichen Orten Berlins statt, darunter auf dem Jüdischen Friedhof Berlin-Weißensee. Eine Besonderheit war, dass zum ersten Mal ein deutsches Filmteam die Dreherlaubnis für das Staatliche Museum Auschwitz-Birkenau erhielt.
Die Bilder des Zeugen Schattmann setzt sich aus vier Einzelfilmen zusammen: 1. Der Freitagabend, 2. Der Entschluß, 3. Die Wiederkehr und 4. Die Vorladung. Der Vierteiler erlebte ab dem 23. Mai 1972 auf DFF 1 seine Fernsehpremiere in der DDR. Die weiteren Teile liefen am 25., 28. und 30. Mai 1972 im Fernsehen an.

## Kritik
Für den film-dienst war Die Bilder des Zeugen Schattmann ein „vierteiliger Fernsehfilm, der auf emotional eindringliche Weise den Holocaust thematisiert.“
Die Kulturwissenschaftlerin Lisa Schoß analysierte Darstellungen jüdischer Erfahrungen im Film der DDR und schrieb über den Vierteiler: „Es war der erste deutsche Film, der ein Panorama verschiedener jüdischer Erfahrungen zeigte, der erste, der einen Shabbat im bürgerlichen Wohnzimmer inszenierte, schließlich der erste deutsche Film, der Teile seiner Handlung am authentischen Ort, in der Gedenkstätte Auschwitz-Birkenau, spielen lassen durfte.“